# Monomorium hercules
Monomorium hercules är en myrart som beskrevs av Hugo Viehmeyer 1923. Monomorium hercules ingår i släktet Monomorium och familjen myror. Inga underarter finns listade i Catalogue of Life.